# Laura Isabel Putz
Laura Isabel Putz (* 24. September 2003) ist eine deutsche Tennisspielerin.

## Karriere
Putz begann mit drei Jahren mit dem Tennisspielen und bevorzugt Sandplätze. Sie spielt bislang vor allem auf der ITF Juniors Tour und der ITF Women’s World Tennis Tour sowie in den nationalen Ligen in Deutschland und Österreich.
2012 siegte sie beim DTB Orange Cup Masters U9, 2014 belegte sie mit dem Team Bayern den 2. Platz beim DTB-Talent-Cup U11, 2015 den 3. Platz beim DTB-Masters U12. 2017 wurde sie deutsche Vizemeisterin im Einzel und deutsche Meisterin im Doppel der U14.
2019 gewann Putz im Februar den Titel der Bavarian Junior Championships, einem J4 im Tenniscenter Schwadermühle in Cadolzburg, wo sie sich mit einer Wildcard für das Hauptfeld mit Siegen über Marie Weckerle, Linda Klimovičová, Joëlle Steur, Emily Meyer, Marisa Schmidt und im Finale gegen Angelina Wirges in drei Sätzen mit 6:3, 2:6 und 7:5 durchsetzte. Im Juni gewann sie den Titel im Dameneinzel bei den Bayerischen Meisterschaften in Ismaning. Sie setzte sich im Finale mit 7:5, 6:7 und 6:2 in 3:35 Stunden gegen Adriana Rajković durch. Weiterhin gewann sie im Jahresverlauf noch das J4 Posen und J5 Kolobrzeg. Bei den Nationalen Deutschen Hallen-Tennismeisterschaften scheiterte Putz bereits in der ersten Runde mit 6:6, 3:6 und 2:6 an Julia Middendorf.
2020 gewann Putz den Titel der Carinthian Juniors Trophy, einem J3 in Wolfsberg, Kärnten. Im Mai wurde sie ins Porsche Junior Team Deutschland des DTB aufgenommen. Im Dezember erreichte sie die zweite Runde im Dameneinzel der Nationalen Deutschen Hallen-Tennismeisterschaften 2020.
2021 gewann sie im Juli die Damenkonkurrenz des Monte Mare Masters. Im August sicherte sich Putz den Titel bei den 23. Internationalen Sächsischen Tennis-Meisterschaften, wo sie sich im Finale gegen Adriana Rajković mit 6:4 und 6:1 durchsetzte. Im September erhielt sie eine Wildcard für das Hauptfeld im Dameneinzel der mit 80.000 US-Dollar dotierten Wiesbaden Tennis Open, wo sie aber bereits in der ersten Runde klar mit 2:6 und 0:6 an Lena Papadakis scheiterte. Bei den Nationalen Deutschen Hallen-Tennismeisterschaften im Dezember verlor sie ebenfalls bereits in der ersten Runde gegen Sina Herrmann mit 6:2, 3:6 und 3:6.
2022 war sie im Mai Finalistin beim 1. Porsche Zentrum Ingolstadt Cup, wo sie gegen ihre Vereinskollegin Laura-Ioana Paar mit 0:6 und 6:7 verlor. Bei den Bayerischen Meisterschaften im Juni unterlag sie im Finale Anja Wildgruber mit 1:6 und 2:6.
In der 2. Tennisbundesliga Süd der Damen spielte Putz 2022 für den TC Aschheim, in Österreich trat sie für den TC Sparkasse Kufstein 2021 in der 2. Liga und 2022 in der 1. Liga an.

## Persönliches
Laura Isabel Putz ist die Tochter der Diplom-Musikerin Malgorzata Klaudia und des Architekten Franz Josef, hat eine Schwester Sandra, besuchte das Michaeli-Gymnasiums München und ist wohnhaft in München-Trudering.